# Jalen Neal
Jalen Christopher Neal (Lakewood, California, Estados Unidos, 24 de agosto de 2003) es un futbolista estadounidense que juega como defensa en el C. F. Montréal de la Major League Soccer.

## Trayectoria
El 20 de enero de 2021 firmó con Los Angeles Galaxy.

## Selección nacional
En noviembre de 2021 fue convocado a la selección sub-20 de Estados Unidos para la Revelations Cup 2021.

## Estadísticas

### Clubes
Actualizado al último partido disputado el 30 de julio de 2022.
| Club                              | Div.          | Temporada     | Liga  | Liga  | Copas nacionales | Copas nacionales | Copas internacionales | Copas internacionales | Total | Total |
| Club                              | Div.          | Temporada     | Part. | Goles | Part.            | Goles            | Part.                 | Goles                 | Part. | Goles |
| --------------------------------- | ------------- | ------------- | ----- | ----- | ---------------- | ---------------- | --------------------- | --------------------- | ----- | ----- |
| LA Galaxy II Estados Unidos       | 2.ª           | 2020          | 13    | 1     | —                | —                | —                     | —                     | 13    | 1     |
| LA Galaxy II Estados Unidos       | 2.ª           | 2021          | 13    | 1     | —                | —                | —                     | —                     | 13    | 1     |
| LA Galaxy II Estados Unidos       | 2.ª           | 2022          | 21    | 0     | —                | —                | —                     | —                     | 21    | 0     |
| LA Galaxy II Estados Unidos       | Total club    | Total club    | 47    | 2     | 0                | 0                | 0                     | 0                     | 47    | 2     |
| Los Angeles Galaxy Estados Unidos | 1.ª           | 2022          | 0     | 0     | 1                | 0                | 1                     | 0                     | 2     | 0     |
| Los Angeles Galaxy Estados Unidos | 1.ª           | 2023          | 16    | 1     | 2                | 0                | 2                     | 0                     | 20    | 1     |
| Los Angeles Galaxy Estados Unidos | Total club    | Total club    | 16    | 1     | 3                | 0                | 3                     | 0                     | 22    | 1     |
| Total carrera                     | Total carrera | Total carrera | 63    | 3     | 3                | 0                | 3                     | 0                     | 68    | 3     |

## Palmarés

### Títulos nacionales
| Título              | Equipo       | País           | Año  |
| ------------------- | ------------ | -------------- | ---- |
| Major League Soccer | L. A. Galaxy | Estados Unidos | 2024 |

### Títulos internacionales
| Título                           | Equipo                                 | País     | Año  |
| -------------------------------- | -------------------------------------- | -------- | ---- |
| Campeonato Sub-20 de la Concacaf | Selección sub-20 de los Estados Unidos | Honduras | 2022 |

### Distinciones individuales
| Distinción                                                     | Año  |
| -------------------------------------------------------------- | ---- |
| Incluido en el Once ideal del Campeonato Sub-20 de la Concacaf | 2022 |